# Ultimate Collection (Black 'N Blue)
Ultimate Collection è un album raccolta dei Black 'N Blue, uscito il 3 luglio 2001 per l'Etichetta discografica Hip-O Records.

## Tracce
1. Rockin' on Heaven's Door (Saint James, Thayer) 3:29
2. Autoblast (Saint James, Thayer) 3:50
3. Hold on to 18 (Saint James, Thayer) 4:12
4. Wicked Bitch (Saint James) 4:17
5. Without Love (Saint James, Vallance) 3:36
6. Miss Mystery (Saint James, Thayer) 3:59
7. Nasty, Nasty (Saint James, Thayer, Vallance) 4:27
8. I Want It All (I Want It Now) (Saint James, Simmons, Warner) 4:22
9. Nature of the Beach (Saint James, Thayer) 3:48
10. Stop the Lightning (Saint James, Thayer) 4:07
11. Bombastic Plastic (Saint James) 3:35
12. Suspicious (Regan, Saint James, Thayer) 3:40
13. I'll Be There for You (Cain) 3:44
14. Heat It Up! Burn It Out! (Saint James, Thayer, Warner) 4:22
15. Does She or Doesn't She (Saint James, Simmons, Thayer) 4:16
16. Live It Up (Saint James, Simmons, Warner) 3:37
17. Chains Around Heaven (Saint James, Thayer) 3:59
18. Get Wise to the Rise (Saint James, Thayer) 4:36
19. School of Hard Knocks (Saint James, Thayer) 3:58
20. I'm the King (Holmes, Saint James, Thayer, Young) 3:42

## Formazione
- Jaime St. James - voce
- Tommy Thayer - chitarra, cori
- Jeff "Whoop" Warner - chitarra, cori
- Patrick Young - basso, cori
- Pete Holmes - batteria